# フリードリッヒ・コールラウシュ

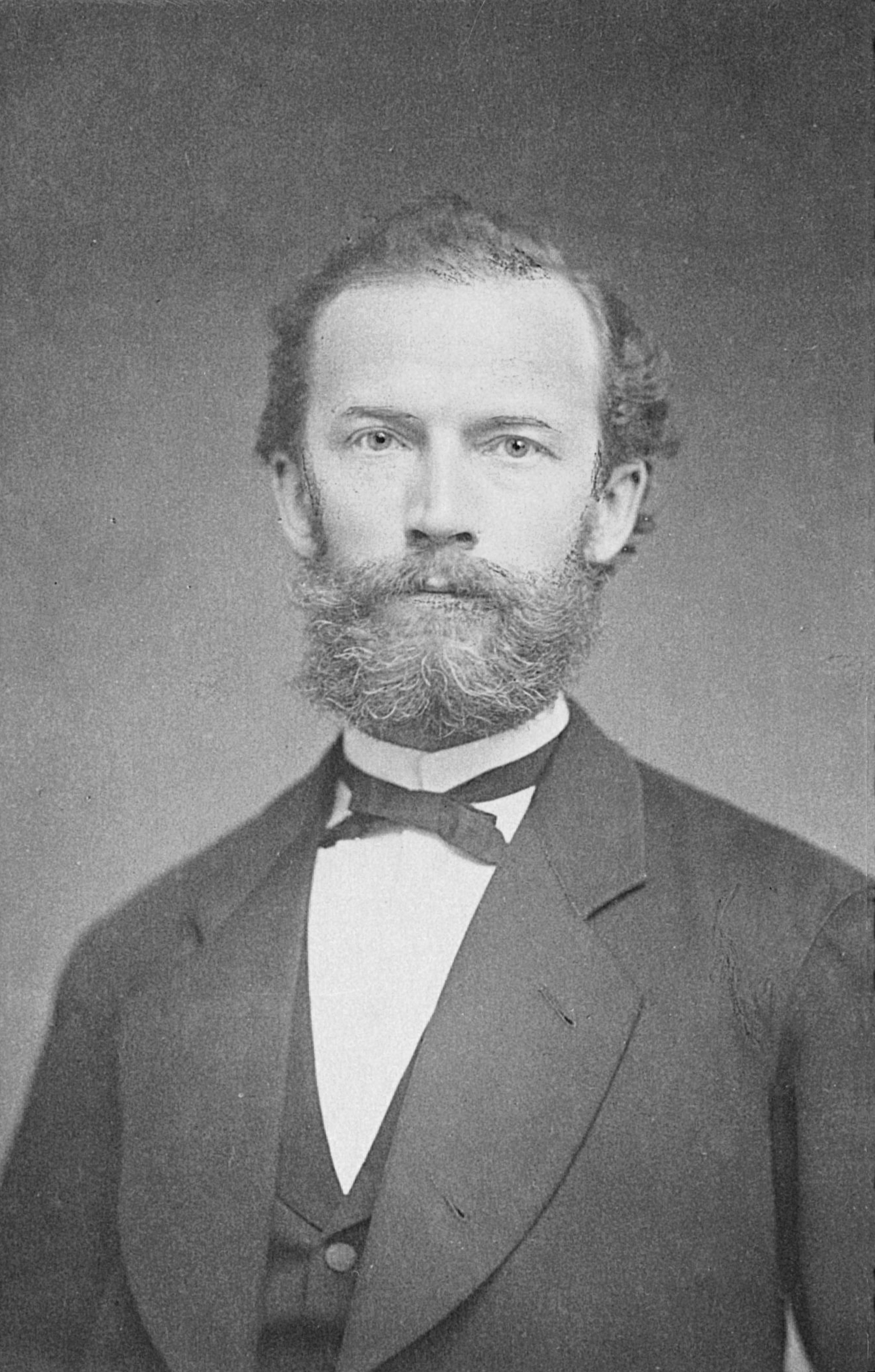
フリードリッヒ・コールラウシュ

フリードリッヒ・コールラウシュ（Friedrich Wilhelm Georg Kohlrausch, 1840年10月14日 - 1910年1月17日）はドイツの物理学者。

## 生涯
リンテルン出身。父親のルドルフ・コールラウシュも物理学者であり、叔父のオットー・コールラウシュは内科医であった。エアランゲン大学とゲッティンゲン大学で物理学を学ぶ。1870年からチューリッヒ工科大学、1871年からダルムシュタット工科大学、1875年からヴュルツブルク大学、1888年からストラスブール大学で物理学の教授を歴任した。
コールラウシュブリッジを考案し、1870年代に種々の電解質溶液について電気伝導率を測定したほか、史上初めて純粋な水を精製し電気伝導率を測定している。
これらの実験から1875年にイオン独立移動の法則、1900年にコールラウシュの平方根則を見出し、今日では両者を併せてコールラウシュの法則と呼ばれている。